# Tudelilla
Tudelilla es un municipio y localidad española de la comunidad autónoma de La Rioja. El término municipal tiene una población de 367 habitantes (INE 2024).

## Geografía
La comunicación del municipio se hace vía carretera. Tiene tres entradas, por el norte comunica con la nacional N-232. Las otras dos comunican con la LR-123 que lleva a Arnedo. 
Tiene unas precipitaciones anuales de 400 mm, según la comunidad autónoma de La Rioja. También la misma fuente indica que es un municipio con cierto riesgo a tormentas puntuales que depositan gran cantidad de litros en poco tiempo. Tiene un riesgo bajo de nevadas, entre 3 y 12 días de nieve al año. 
El municipio no cuenta con ninguna red hidrográfica natural. Pero cuenta con un embalse de 17 000 m³ que evita la escasez de agua en invierno. Cuenta con una estación depuradoras de aguas residuales para el saneamiento de agua residencial.
Tiene una temperatura media anual de 13 °C.

## Geografía humana

### Demografía
Cuenta con una población de 367 habitantes (INE 2024).
| Gráfica de evolución demográfica de Tudelilla entre 1842 y 2021                                                       |
| |
| Población de derecho según los censos de población del INE. Población de hecho según los censos de población del INE. |

Se tiene noticia de que en 1602 el poblado de Tudelilla tenía 89 vecinos, lo que vendría a ser unos 450 habitantes. Posiblemente el censo aumentó a lo largo de los siglos XVII y XVIII.
Tudelilla como tantos otros municipios riojanos, ha sufrido un continuo éxodo demográfico desde mediados de los años 1960. El descenso ha sido continuado y sin expectativas de parar, hasta que en los últimos años gracias a políticas municipales y a la instalación de familias jóvenes en el municipio esta tendencia está cambiando.

## Economía

### Evolución de la deuda viva
El concepto de deuda viva contempla solo las deudas con cajas y bancos relativas a créditos financieros, valores de renta fija y préstamos o créditos transferidos a terceros, excluyéndose, por tanto, la deuda comercial.
| Gráfica de evolución de la deuda viva del ayuntamiento entre 2008 y 2014                             |
| |
| Deuda viva del ayuntamiento en miles de Euros según datos del Ministerio de Hacienda y Ad. Públicas. |

La deuda viva municipal por habitante en 2014 ascendía a 131,76 €.

## Historia
En el siglo XVI era un poblado de agricultores y ganaderos que dependía en lo administrativo y eclesiástico de Arnedo. Avanzado el siglo XVII, concretamente en 1684, se constituyó como población autónoma con el rango de villa.

## Patrimonio arquitectónico

### Parroquia de Santa María

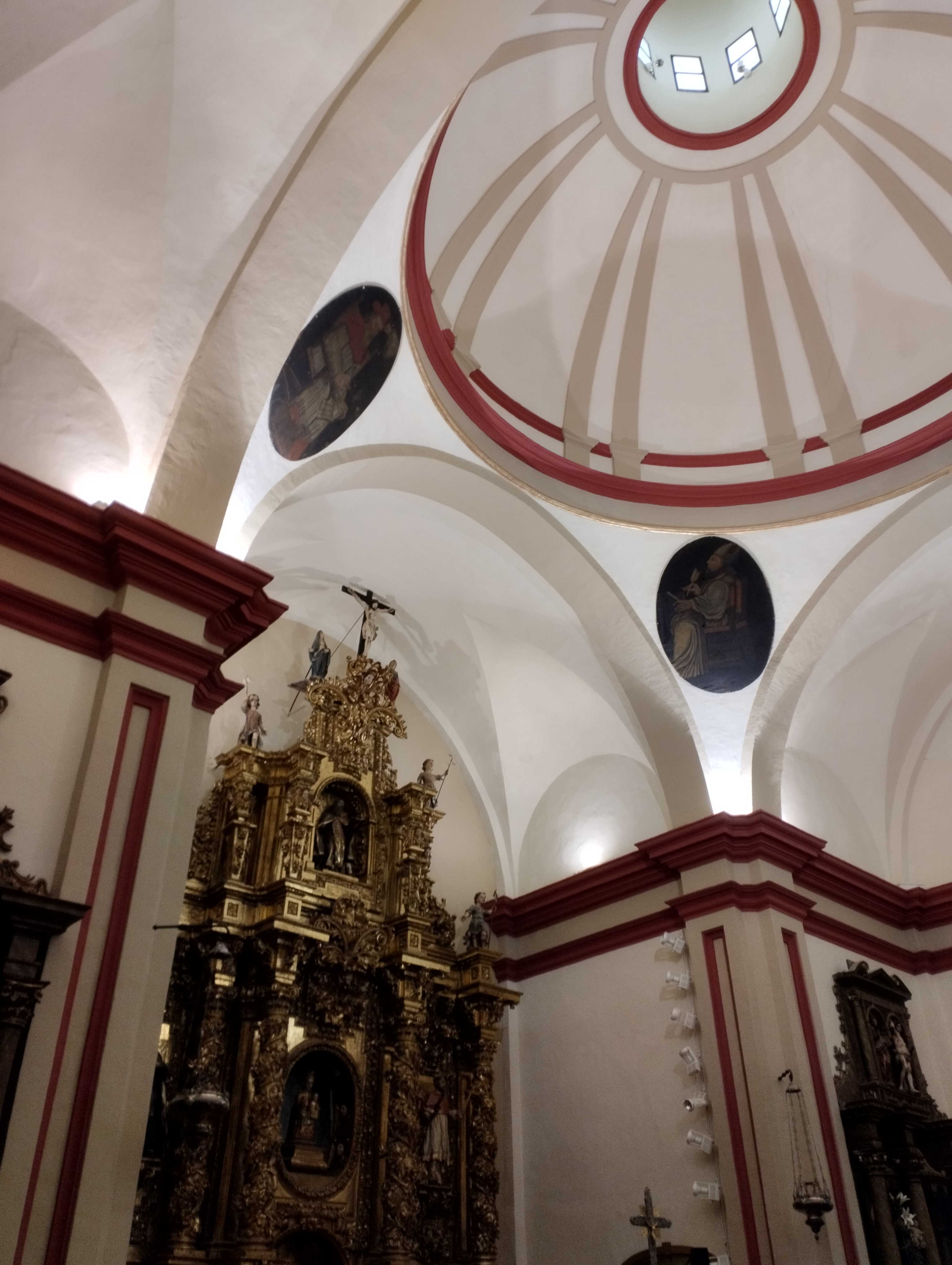
Vista del crucero, la cúpula y el retablo mayor de la iglesia de Santa María

Inicialmente existió un templo de modestas características que a finales del siglo XVI se encontraba en ruina, por lo que se decidió construir el actual, para lo que fueron necesarios grandes recursos y ayudas. El rey Felipe III, el 26 de abril de 1600, autorizó a la iglesia a roturar sesenta fanegas en el término de Prado Mediano con el objeto que los ingresos producidos por las cosechas se destinaran a la construcción del nuevo templo. Los trabajos fueron lentos, en función de la disponibilidad de dinero para financiarlos. Esto explica que las obras se prolongaran desde la segunda mitad del siglo XVII hasta finales del XVIII.
EL edificio, aunque construido en la época del barroco, es de inspiración clasicista, y tiene grandes dimensiones. Está construido en ladrillo y mampostería. Tiene planta de cruz latina, de una sola nave, de considerable anchura, a cuyos pies se encuentra el coro. 
En el crucero se levanta una cúpula que remata en linterna; en las pechinas hay pinturas barrocas de los Padres de la Iglesia, cuyo estado es deficiente. 
La cabecera del templo es recta y delante de ella se encuentra un sólido retablo churrigueresco, de madera dorada y policromada. Inicialmente estuvo en la parroquia de Autol, pero, a causa de las obras de remodelación de ese templo, fue vendido a la de Tudelilla en 1748. Consta de dos cuerpos, el primero tiene tres calles que están flanqueadas por columnas salomónicas; en la calle central se muestra una talla románica de la Virgen albergada en un óculo: El segundo cuerpo solo tiene la calle central, que está delimitada por estípites y rematada por un calvario. La cornisa superior del retablo se adorna con numerosos angelitos.
En 1785 se contrató la construcción del órgano con el organero de Logroño Manuel de San Juan con un presupuesto de 6300 reales.
Se accede al templo por el muro oeste donde se sitúa una esbelta torre campanario barroca, semejante a las construidas en este tiempo en la comarca. Es de piedra sillar en la parte inferior y de ladrillo en el resto. El primer cuerpo tiene planta cuadrada mientras que el segundo, más esbelto, tiene planta octogonal; aquí se emplazan la campanas enmarcadas por ventanas de arcos de medio punto. La torre se cierra con dos cúpulas de diámetro decreciente. Fue terminada en 1783.

### Otras construcciones
- Antiguas escuelas. Es un edificio de sillar, sólido y de diseño adecuado a la función para la que se construyó en 1926.
- Fuente Vieja. Se construyó en 1924 al mismo tiempo que el lavadero y el matadero
- Ermita de Santa Bárbara, edificio de ladrillo de estilo barroco.

## Personas notables
Cosme Marrodán y Rubio, obispo.

## Fiestas locales
- Fiestas de verano: 16 de agosto, San Roque.
- Fiestas de invierno: 4 de diciembre, Santa Bárbara.